# Homel voblast
Homel voblast (hviderussisk: Гомельская вобласць, tr. Homelskaja voblasts; russisk: Гомельская область, tr. Gomelskaja oblast) er en af Hvideruslands seks voblaster. Det administrative center er placeret i byen Homel. Voblasten ligger i det sydøstlige Hviderusland med et areal på 40.400 km² og 1.423.972(2015) indbyggere.
De største byer i voblasten er: Homel (527.172), Mazir (112.187), Zjlobin (80.200), Svetlahorsk (68.593), Retjytsa (64.731), Kalinkavitjy (39.325), Rahatjow (34.476) og Dobrusj (20.000).
Både Homel voblast og Mahiljow voblast blev hårdt ramt Tjernobyl atomreaktorkatastrofen. Homel voblast grænser op til Tjernobylzonen, og dele af voblasten er udpeget som obligatorisk eller frivilligt genbosættelsesområde som følge af den radioaktive forurening.